# Jack Ryan
Pour les articles homonymes, voir Ryan.
John Patrick Ryan, dit Jack Ryan, est un personnage de fiction que les romans de Tom Clancy suivent de sa jeunesse à son entrée à la CIA, jusqu'à son ascension au poste de président des États-Unis.
Au-delà de la série de romans, le personnage apparait dans une franchise constituée de films, série télévisée et jeux vidéo.

## Biographie fictive
Américain, il est fils d'un policier de Baltimore. D'origine irlandaise, il a fait ses études dans une école privée catholique avant d'être diplômé d'histoire et d'économie à l'Université de Georgetown. Il a brièvement servi dans l'US Marine Corps, avant d'être grièvement blessé à la suite d'un crash d'hélicoptère. Il fut rendu à la vie civile une fois guéri.
Il fut professeur d'histoire à l'académie navale d'Annapolis, puis consultant-analyste à la CIA. Il sera entre-temps cadre chez Lynch, l'entreprise cotée en bourse de son beau-père, où il amasse une fortune. Spécialiste de l'Union soviétique, il a connu une ascension rapide au sein de l'Agence.
Il est fait commandeur de l'ordre royal de Victoria par la reine d'Angleterre pour avoir sauvé le Prince et la Princesse de Galles et leur enfant dans le roman Jeux de guerre.
Sa première mission sur le terrain, en tant qu'analyste pour la CIA, est relatée dans Red Rabbit : exfiltrer un capitaine des transmissions du KGB (Oleg Ivanovitch Zaïtzev) et sa famille du côté est du rideau de fer. Du fait de sa position, ce dernier dévoile la présence d'espions haut placés au sein de l'administration occidentale et les circonstances de l'opération 15-8-82-666 : l'assassinat du pape polonais. Jack Ryan reçoit l'ordre de déjouer cet attentat, mission qui se soldera par un demi-échec. Il travaille pour la première fois avec Ed Foley dans Red Rabbit de manière indirecte.
Ce fut le premier à comprendre les intentions de Marko Ramius, commandant du sous-marin soviétique Octobre Rouge (dans Octobre Rouge). Plus tard, il permit l'évacuation de l'agent Cardinal, et le passage à l'ouest de Nikolai Gerasimov, directeur du KGB (dans Le Cardinal du Kremlin). Il participa à une action contre le trafic de drogue et permis le sauvetage d'un groupe de commandos en Colombie, où il fit la connaissance de John Clark et Ding Chavez (dans Danger immédiat).
Devenu directeur-adjoint de la CIA dans La Somme de toutes les peurs, il fut le principal artisan du plan de paix israélo-palestinien, mais ce fut occulté par Robert Fowler, président des États-Unis et par Elizabeth Elliot, conseillère à la sécurité nationale, qui le détestait. Dans cette affaire, il évita une guerre nucléaire entre les États-Unis et l'Union soviétique en entrant directement en communication avec le président soviétique Andrei Illitch Narmonov et en refusant d'approuver des frappes nucléaires préventives ordonnées par le président des États-Unis.
Dans Dette d'honneur, Fowler ayant démissionné, il fut nommé conseiller à la sécurité nationale. Il fut ensuite rapidement nommé vice-président par le président américain Roger Durling, puis devint président par intérim à la mort de celui-ci à la suite du crash d'un Boeing sur le Capitole, menant la guerre contre la République islamique unie, État regroupant l'Iran et l'Irak, dirigé par l'ayatollah Daryaei, qui avait attaqué les États-Unis avec des armes bactériologiques (dans Sur ordre).
En tant que président des États-Unis, il fait face au réveil de la Chine populaire qui lorgne des gisements de pétrole et d'or fabuleux en Sibérie afin de relancer son économie chancelante. Mais, pour obtenir ces ressources, cette Chine est prête à faire la guerre à une Russie affaiblie. Jack Ryan propose alors une alliance à la Russie (dans L'Ours et le Dragon).

## Série Jack Ryan («Ryanverse»)
Le 1er numéro correspond à l'ordre de publication aux États-Unis, le 2e entre parenthèses à l'ordre chronologique de la vie du personnage.
1. (4) Octobre Rouge (The Hunt For Red October, 1984). Albin Michel (1986) / Livre de Poche Thriller n° 7547 (1989). Trad. revue sous le titre À la poursuite d'Octobre Rouge, Albin Michel (1990)
2. (2) Jeux de guerre (Patriot Games, 1987). Albin Michel (1988) / Le Livre de Poche Thriller n° 7575 (1991)
3. (5) Le Cardinal du Kremlin (The Cardinal of the Kremlin, 1988). Albin Michel (1989) / Le Livre de Poche Thriller n° 7586 (1992)
4. (6) Danger immédiat (Clear and Present Danger, 1989). Albin Michel (1990) / Le Livre de Poche Thriller n° 7597 (1993)
5. (7) La Somme de toutes les peurs (The Sum of All Fears, 1991). Albin Michel (1991, 2 vol.) / Le Livre de Poche Thriller n° 7623 (2003, vol. 1)
6. (1) Sans aucun remords (Without Remorse, 1993). Albin Michel (1994, 2 vol.) / Le Livre de Poche Thriller n° 7682 (1996)
7. (8) Dette d'honneur (Debt of Honor, 1994). Albin Michel (1995, 2 vol.) / Le Livre de Poche Thriller n° 17015 et 17016 (1997)
8. (9) Sur ordre (Executive Orders, 1996). Albin Michel (1997, 2 vol.) / Le Livre de Poche Thriller n° 17066 et 17067 (1999)
9. (10) Rainbow Six (Rainbow Six, 1998). Albin Michel (1999, 2 vol.) / Le Livre de Poche Thriller n° 17185 et 17186 (2001)
10. (11) L'Ours et le Dragon (The Bear and The Dragon, 2000) Albin Michel (2001, 2 vol.) / Le Livre de Poche Thriller n° 17284 et 17285 (2003)
11. (3) Red Rabbit (Red Rabbit, 2002). Albin Michel (2003, 2 vol.)
12. (12) Les Dents du tigre (The Teeth of The Tiger, 2003). Albin Michel (2004)
13. (13) Mort ou vif, avec Grant Blackwood (Dead or Alive, 2010). Albin Michel (2011, 2 vol.)
14. (14) Sur tous les fronts (Against All Ennemies, 2010), avec Peter Telep. Albin Michel (2014, 2 vol)
15. (15) Ligne de mire (Locked On, 2011), avec Mark Greaney. Albin Michel (2012, 2 vol)
16. (16) Cybermenace (Threat Vector, 2012), Albin Michel (2013)
17. (17) Chef de guerre (Command Authority, Putnam's Sons, du groupe Penguin, décembre 2013 [posthume])
18. (18) Commandant en Chef (Commandant en chef I & Commandant en chef II, Avec Mark Greaney . Albin Michel (2017)
19. (19) Le Serment (True Faith and Allegiance, avec Mark Greaney. Albin Michel (2020, 2 vol)

Dans Sans aucun remords, Jack fait une apparition très courte à l'époque de son enfance sans importance pour l'intrigue, alors que son père joue un rôle primordial. Dans Rainbow Six, Jack est mentionné, mais sans que son nom soit employé. Sur tous les fronts cite Dom Caruso et le Campus ce qui permet de rattacher l'ouvrage à la série Ryan.

## Adaptations cinématographiques et télévisuelles
Jack Ryan a été incarné à l'écran par les acteurs suivants :
- Alec Baldwin dans le film À la poursuite d'Octobre rouge en 1990 ;
- Harrison Ford dans le téléfilm The Secret World of Spying en 1992 ; Jeux de guerre en 1992 et Danger immédiat en 1994 ;
- Ben Affleck dans le film La Somme de toutes les peurs en 2002 ;
- Chris Pine dans le film The Ryan Initiative en 2013 ;
- John Krasinski dans la série Jack Ryan de 2018 à 2023.

À la poursuite d'Octobre rouge, Jeux de guerre et Danger immédiat forment une histoire cohérente. La Somme de toutes les peurs ne peut leur être ajouté, car il se déroule après la guerre froide et représente Jack plus jeune que dans les films se déroulant pendant. Il s'agit en fait d'un « reboot » de la franchise.
Dix ans après La Somme de toutes les peurs, The Ryan Initiative (Jack Ryan: Shadow Recruit), un reboot autour du personnage voit le jour. Jack Ryan y est incarné par Chris Pine, qui donne la réplique à Kenneth Branagh (également réalisateur), ainsi qu'à Kevin Costner et Keira Knightley.